# Mv (Unix)
O comando mv(move) dos sistemas operacionais unix-like move e renomeia um ou mais arquivos ou diretórios de um lugar para outro. Ou seja, ele copia e modifica o caminho do arquivo original para o caminho desejado e então apaga o arquivo original (assim sendo possível renomear e mudar o diretório de um arquivo simultaneamente).
Para usar o comando mv o usuário precisa ter permissões de gravação para todos os diretórios por onde o arquivo vai ser movimentado. Isso ocorre porque o comando altera o conteúdo de ambos os diretórios envolvidos na operação. Vale notar que quando o arquivo é movido dentro do mesmo sistema de arquivo, sua data de modificação não é atualizada.

## Uso
A sintaxe geral do comando mv é a seguinte:
```
mv
 
[
OPÇÃO
]
...
 
ORIGEM...
 
DESTINO...

```

Os argumentos ORIGEM  indicam os arquivos e/ou os diretórios que vão ser alterados. Se for especificado apenas um argumento ORIGEM, o parâmetro DESTINO indica o nome do arquivo ou do diretório de destino.
Se forem especificados mais de um parâmetro de ORIGEM, o parâmetro DESTINO deve necessariamente ser um diretório existente, ou pelo menos um link simbólico para um diretório. 
As opções são usadas para modificar o comportamento do comando mv e devem ser precedidas por um hífen (-)

## Opções
As opções mais comuns são semelhantes ao comando cp:
- --backup (-b) - Executa uma cópia de segurança de qualquer arquivo existente antes de sobrescrevê-lo, colocando um ~ ao final de seu nome. Se a opção -S for utilizada o sufixo ~ é removido do arquivo
- --force (-f) - Não pede confirmações ao usuário e sempre sobrescreve.
- --interactive (-i) - Sempre perguntam antes para o usuário sobrescrever.
- --update (-u) - Sobrescreve os arquivos antigos ou copia os arquivos não localizados.

Outras opções disponíveis são:
- --no-clobber (-n) - Não sobrescreve arquivos já existentes.
- --target-directory (-t) - Move todos os arquivos passados como argumentos para o destino passado como argumento de -t
- --no-target-directory (-T) - O argumento do caminho de destino é tratado como um arquivo normal

Não há uma chave --recursive. Quando o mv é usado para mover um diretório, ele move todo o diretório e todo o seu conteúdo de forma automática.

## Exemplos
```
mv
 
myfile
 
mynewfilename
      
# renomeia 'myfile' para 'mynewfilename'.

 
mv
 
myfile
 
~/myfile
          
# move 'myfile' do diretório atual para o diretório principal (home).

                             
# a notação '~' se refere ao diretório de login do usuários

 
mv
 
myfile
 
subdir/myfile
     
# move 'myfile' para 'subdir/myfile'.

 
mv
 
myfile
 
subdir
            
# faz o mesmo que a linha anterior, mantendo o nome do arquivo implictamente

 
mv
 
myfile
 
subdir/myfile2
    
# move 'myfile' para 'subdir' renomeando o arquivo para 'myfile2'.

 
mv
 
be.03
 
/mnt/bkup/bes
      
# copia 'be.03' para o disco 'bkup' no diretório 'bes' 

                             
# depois 'be.03' é apagado.

 
mv
 
afile
 
another
 
/home/yourdir/yourfile
 
mydir
 

                             
# move múltiplos arquivos para o diretório 'mydir'.

 
mv
 
/var/log/*z
 
~/logs
       
# demora mais que o usual se '/var' está em outro sistema de arquivos 

                             
# como frequentemente acontece, já que os arquivos serão copiadas e deletados

                             
# tome cuidado quando for usar padrões globalizáveis para nomes de arquivo contendo

                             
# os caracteres ?*[ para assegurar que os argumentos passados para 'mv'

                             
# incluam uma lista de não diretórios e um diretório terminal

 

 
man
 
mv
                      
# exibe a página do manual para o comando 'mv'.

```

## Arquivo já existente
Quando um arquivo é movido/renomeado para outro já existente, o arquivo anterior é deletado. Se o usuário possuí permissão de gravação para o diretório mas não para o arquivo, o comando mv pede uma confirmação antes de proceder com a operação, a menos que a opção -f (force) seja usada.

## Comandos relacionados
- Cp (Unix) - Copia arquivos e diretórios
- Ln (Unix) - Cria ligações simbólicas e físicas
- Rm (Unix) - Remove arquivos e diretórios